# Судоплатов Павло Анатолійович
Павло́ Анато́лійович Судопла́тов (рос. Павел Анатольевич Судоплатов; 29 червня (12 липня) 1907 , Мелітополь, Таврійська губернія  — 24 вересня 1996 , Москва ) — керівник радянських закордонних диверсійних спецслужб. Брав безпосередню участь у розробці та виконанні гучних політичних убивств опонентів сталінського режиму та радянської влади. Відомий як вбивця першого керівника ОУН Євгена Коновальця та організатор вбивства Лева Троцького.
Ініціатор поєднання легальної дії Об'єднаного державного політичного управління при Раді Народних Комісарів СРСР та НКВС з РПЦ Московської Патріархії, причетний до «Декларації» патріарха московського Сергія Страгородського.

## Біографія
Народився 29 червня (12 липня) 1907 року в м. Мелітополь (Таврійська губернія, Російська імперія, нині Запорізької області, Україна) в родині міщанина міста Павлограда Анатолія Йосиповича Судоплатова та Хіонії Терентіївни, православних. Хрещеними батьками виступили турецький підданий Микола Іванович Захарі та Олександра Олексіївна, дружина міщанина м. Харкова Петра Івановича Луїцького. За свідченням Павла Судоплатова, його батько був мельником. Вважав себе українцем.
З 14 років служив у системі ВНК-ДПУ. Був шифрувальником особливого відділу, молодшим оперпрацівником апарату ДПУ УСРР.
1927 року — працівник секретного відділу ДПУ УСРР в Харкові. Тоді познайомився з білоруською єврейкою Еммою Кагановою — працівницею ДПУ, секретаркою Менделя Хатаєвича — одного зі співвиконавців Голодомору 1932—1933 років. З нею одружився 1928-го. З 1933 року служив в апараті ОДПУ СРСР; до Москви його взяв Всеволод Балицький З 1941 — заступник начальника зовнішньої розвідки НКВС СРСР. На початку радянсько-німецької війни 1941—1945 років Особливу групу при Наркомі внутрішніх справ СРСР, яка мала здійснювати терор та диверсії в тилу противника. 3 жовтня 1941 року Особливу групу було перетворено на 2-й відділ НКВС СРСР, а 18 січня 1942 року 2-й відділ було перетворено на 4-те Управління НКВС СРСР. З 1944 року — начальник групи (пізніше — відділу) " С ", яка провадила агентурне добування й узагальнення матеріалів з атомної проблематики.
Відповідальний за проведення кількох важливих акцій терору щодо політичних опонентів Йосифа Сталіна та противників радянської влади. Безпосередньо причетний до вбивства Євгена Коновальця (1938), учасник замаху на Лева Троцького, організатор вбивств Олександра Шумського (1946), єпископа Мукачівської греко-католицької єпархії Теодора Ромжі та Романа Шухевича (1950). Одним із головних напрямів його діяльності була боротьба з українським націоналістичним рухом.
1953 року, як співробітника Лаврентія Берії, Судоплатова заарештовано й засуджено, впродовж 1953—1968 він перебував в ув'язненні. Щоб уникнути смертного вироку у своїй справі, під час допитів майстерно імітував шизофренію. Був звинувачений в організації вбивств і створенні лабораторії сильнодіюєчої отрути — для ліквідації противників Берії.
У серпні 1991 року звернувся до ЦК КПРС з проханням поновлення в партії, в якому писав: «Коли для партії настали важкі часи, я хочу бути разом із нею».
Після реабілітації 1992 почав давати інтерв'ю, написав спогади «Записки небажаного свідка», в яких зізнався у своїй терористичній діяльності. За важливістю матеріалів про функціонування сталінського режиму й радянської системи спогади Судоплатова історики ставлять в один ряд із мемуарами Микити Хрущова.
Помер 24 вересня 1996 року в Москві.

## Кар'єра
- Старший лейтенант державної безпеки (30.12.1936)
- Капітан державної безпеки (від 25.09.1938 р.);
- Майор державної безпеки (від 14.03.1940 р.);
- Старший майор державної безпеки (від 8.08.1941 р.);
- Комісар державної безпеки 3-го рангу (від 14.02.1943 р.);
- Генерал-лейтенант (від 9.07.1945 р.).

Був позбавлений військового звання як засуджений судом Постановою Ради Міністрів СРСР від 17 жовтня 1958 року. У 1998 році Президент Російської Федерації підписав Указ про відновлення військового звання генерал-лейтенанта П. А. Судоплатову посмертно у зв'язку з його реабілітацією.

## Нагороди
- орден Леніна;
- три ордени Червоного Прапора;
- орден Суворова 2-го ступеня;
- орден Вітчизняної війни 1-го ступеня;
- два Ордени Червоної Зірки;
- знак «Заслужений працівник НКВС»;
- та різні медалі.

Був позбавлений усіх нагород за вироком суду в 1958 році.
У 1998 році Президент Російської Федерації підписав Указ про відновлення генерал-лейтенанта П. А. Судоплатова посмертно з правом на всі державні нагороди у зв'язку з його реабілітацією.

## Скандал з білбордом
Мешканці Запоріжжя обурилися встановленому у Хортицькому районі білборда на честь його 111-річчя. Справою зайнялося СБУ.

## Твори
- Судоплатов П. А. // «Спецоперации. Лубянка и Кремль 1930—1950 годы». — г. Москва: изд. «ОЛМА-ПРЕСС», 1997 г. — ISBN 5-87322-726-8 (рос.)
- Судоплатов П. А. // «Разные дни тайной войны и дипломатии. 1941 год». — г. Москва: изд. «ОЛМА-ПРЕСС», 2005 г. — ISBN 5-224-04960-1 (рос.)
- Судоплатов П. А. // «Победа в тайной войне. 1941—1945 годы». — г. Москва: изд. «ОЛМА-ПРЕСС», 2005 г. — ISBN 5-224-05345-5 (рос.)
- Судоплатов П. А. // «Разведка и Кремль. Записки нежелательного свидетеля». — г. Москва: изд. «Гея», 1996 г. — ISBN 5-85589-024-4 (рос.)